# Az Atlasjet 4203-as járatának katasztrófája
Az Atlasjet 4203-as járata egy menetrend szerinti repülőjárat volt az isztambuli Atatürk repülőtérről az ıspartai Süleyman Demirel repülőtérre. 2007. november 30-án Keçiborlunál, Ispartától 18 kilométerre kelet-európai idő szerint 01:36-kor lezuhant. Isztambulból kelet-európai idő szerint 00:50-kor szállt fel 57 személlyel a fedélzeten, beleértve egy hathetes csecsemőt is, akit induláskor nem is számoltak. Az Atlasjet légitársaság igazgatójának, Tuncay Dognaernek beszámolója szerint senki sem élte túl a katasztrófát.
A repülő egy McDonnell Douglas MD-83 típusú gép volt, amit a World Focus Airlinestól lízingeltek, és a pilóták is a World Focus Airlines pilótái voltak.
A balesetben meghalt Engin Arik török atomfizikus is, aki másik 5 fizikussal egy konferenciára ment Ispartába.

## A baleset helyszíne
A repülő két részre szakadt, a futóműveit és a törzset különböző helyeken találták meg: az Andalou Agency szerint a domb tetején voltak a szárnyak és a hajtóművek, míg a törzs kb. 150 méterrel lejjebb volt.

## Vizsgálat
A szakértők megtalálták a repülőgép mindkét feketedobozát (a repülési adatrögzítőt és a pilótafülke hangrögzítőt is) a baleset délutánján. Az időjárási viszonyok megfelelők voltak a repüléshez, 12 km-es volt a látótávolság, és a repülőnek nem volt észlelt ismert műszaki hibája. A pilóták gyakorlottak voltak, a balesetet előtt néhány nappal voltak a szokásos tréningen – nyilatkozta az Anatolian News Agency. A török média által jelentős figyelmet kapott a World Focus Airlines által elvégzett műszaki ellenőrzés minősége.
A feketedobozokat megvizsgálták, a pilótafülke hangrögzítője nem működött a repülés időtartama alatt. A repülési adatrögzítő sem működött megfelelően, így a repülési adatok egy része sem került rögzítésre. A vizsgálat megállapította, hogy valószínűleg a pilóta hibázott és elsődlegesen a műszerekre hagyatkozva eltévesztette az útirányt, majd ez vezetett a katasztrófához.